# デビッド・バッティ
デビッド・バッティ（David Batty, 1968年12月2日 - ）は、イギリス・リーズ出身の元イングランド代表サッカー選手（MF）。

## 経歴
1987年、リーズ・ユナイテッドに入団。イングランド代表としてフランスで開催されたワールドカップにも出場するなど代表でも活躍した。
かなりの熱血漢であり、闘争心を露わにしたプレーが特徴であった。
ブラックバーン在籍中の1994-95シーズンにはプレミアリーグのタイトル獲得にも貢献している。
引退後は、サッカーにも華々しい生活にも全く関心がなかった。
「サッカーの試合はつまらない。現役を引退してから試合を見たこともない。お金を払って見に行く人が理解できない」と公言しており、競技を辞めてからはノースヨークシャーで静かな生活をしているという消息が判明している。かつてのチームメイトであるリオ・ファーディナンドすら連絡が取れないという。

## 所属クラブ
- 1987-1993  リーズ・ユナイテッド
- 1993-1996  ブラックバーン・ローヴァーズ
- 1996-1998  ニューカッスル・ユナイテッド
- 1998-2004  リーズ・ユナイテッド

## 代表歴

### 出場大会
- イングランド代表
  - 1992 欧州選手権 (グループリーグ敗退)
  - 1998 ワールドカップ (ベスト16)

### 試合数
- 国際Aマッチ 42試合 0得点（1991年-1999年）[2]

| イングランド代表 | 国際Aマッチ | 国際Aマッチ |
| 年               | 出場        | 得点        |
| ---------------- | ----------- | ----------- |
| 1991             | 7           | 0           |
| 1992             | 4           | 0           |
| 1993             | 3           | 0           |
| 1994             | 1           | 0           |
| 1995             | 2           | 0           |
| 1996             | 2           | 0           |
| 1997             | 8           | 0           |
| 1998             | 10          | 0           |
| 1999             | 5           | 0           |
| 通算             | 42          | 0           |